# Barrie Wright
Barrie Wright (Bradford, 6 novembre 1945) è un ex calciatore inglese.

## Carriera
Iniziò la carriera nel Leeds Utd con cui vinse la Second Division 1963-1964. Pur rimanendo in squadra sino al 1966, dal 1964 giocherà solo 3 incontri nella Coppa di Lega.
Nell'estate 1967 si trasferisce negli Stati Uniti d'America, ingaggiato New York Generals per volontà dell'allenatore Freddie Goodwin, suo compagno di squadra al Leeds. Con i Generals ottiene il terzo posto dell'Eastern Division della NPSL. L'anno seguente, la prima della lega nordamericana NASL, ottiene con il suo club il terzo posto della Atlantic Division.
Terminata l'esperienza americana, tra il 1968 ed il 1970 gioca nella terza serie inglese con il Bradford PA e poi nell'Hartlepool Utd in Fourth Division.
Successivamente gioca nelle leghe minori inglesi.

## Palmarès
- Second Division: 1

Leeds Utd: 1963-1964